# Rīgas Miesnieks
Rīgas Miesnieks — латвийское предприятие по производству мясных изделий (колбасы, сосиски, сардельки, копчёности, мясо для гриля, пельмени, паштеты, фарш, нарезанное и куриное мясо и др.). Было основано в 1922 году.

## История
В 1922 году общество «Konsums» основало колбасный завод (совр. предприятие «Rīgas Miesnieks»). В 1924 году «Konsums» стало центральным обществом и мясной фабрикой. Впервые, для экспортных нужд было закуплено 8402 свиньи, начался экспорт бекона в Швецию. В 1932 году было принято решение об основании предприятия «Bekona Eksports» с фабриками в Лиепае, Валмиере и Риге. Продукция начала экспортироваться в Германию, СССР, Англию, Швецию, Швейцарию, США, Чехословакию, потом
в Италию и Голландию.